# Едуард Согомонян
Едуард Согомонян (порт. Eduard Soghomonyan; нар. 19 лютого 1990, Єреван, Вірменія) — бразильський борець греко-римського стилю вірменського походження, дворазовий срібний призер Панамериканських чемпіонатів, чемпіон Південної Америки, учасник двох Олімпійських ігор.

## Життєпис
Боротьбою почав займатися з 2003 року. До 2012 року представляв Вірменію, зокрема на чемпіонатах світу та Європи серед юніорів. З 2015 року захищає кольори збірної Бразилії.
Виступає за Олімпійський центр Сан-Паулу. Тренери — Едуард Саакян, Армен Балаларян, Ян Марен.

## Спортивні результати на міжнародних змаганнях

### Виступи на Олімпіадах
| Змагання                    | Збірна   | Вагова категорія                  | Місце |
| --------------------------- | -------- | --------------------------------- | ----- |
| Літні Олімпійські ігри 2016 | Бразилія | греко-римська боротьба, до 130 кг | 16    |
| Літні Олімпійські ігри 2020 | Бразилія | греко-римська боротьба, до 130 кг | 13    |

### Виступи на Чемпіонатах світу
| Змагання                        | Збірна   | Вагова категорія                  | Місце |
| ------------------------------- | -------- | --------------------------------- | ----- |
| Чемпіонат світу з боротьби 2015 | Бразилія | греко-римська боротьба, до 130 кг | 14    |
| Чемпіонат світу з боротьби 2022 | Бразилія | греко-римська боротьба, до 130 кг | 10    |

### Виступи на Панамериканських чемпіонатах
| Змагання                                   | Збірна   | Вагова категорія                  | Місце  |
| ------------------------------------------ | -------- | --------------------------------- | ------ |
| Панамериканський чемпіонат з боротьби 2016 | Бразилія | греко-римська боротьба, до 130 кг | Срібло |
| Панамериканський чемпіонат з боротьби 2019 | Бразилія | греко-римська боротьба, до 130 кг | 8      |
| Панамериканський чемпіонат з боротьби 2022 | Бразилія | греко-римська боротьба, до 130 кг | Срібло |

### Виступи на Чемпіонатах Південної Америки
| Змагання                                    | Збірна   | Вагова категорія                  | Місце  |
| ------------------------------------------- | -------- | --------------------------------- | ------ |
| Чемпіонат Південної Америки з боротьби 2015 | Бразилія | греко-римська боротьба, до 130 кг | Золото |

### Виступи на інших змаганнях
| Змагання                                                     | Збірна   | Вагова категорія                  | Місце  |
| ------------------------------------------------------------ | -------- | --------------------------------- | ------ |
| Кубок Ядегара Імама 2012                                     | Вірменія | греко-римська боротьба, до 120 кг | 8      |
| Кубок Гранми з боротьби 2015                                 | Бразилія | греко-римська боротьба, до 130 кг | Бронза |
| Кубок Бразилії з боротьби 2015                               | Бразилія | греко-римська боротьба, до 130 кг | Золото |
| Гран-прі Парижа з боротьби 2016                              | Бразилія | греко-римська боротьба, до 130 кг | Срібло |
| Київський Міжнародний турнір з боротьби 2016                 | Бразилія | греко-римська боротьба, до 130 кг | Бронза |
| Trophee Milone 2016                                          | Бразилія | греко-римська боротьба, до 130 кг | Срібло |
| Турнір Г. Картозія і В. Балавадзе 2019                       | Бразилія | греко-римська боротьба, до 130 кг | 8      |
| Олімпійський кваліфікаційний турнір з боротьби 2020 (Оттава) | Бразилія | греко-римська боротьба, до 130 кг | Срібло |

### Виступи на змаганнях молодших вікових груп
| Змагання                                       | Збірна   | Вагова категорія                 | Місце |
| ---------------------------------------------- | -------- | -------------------------------- | ----- |
| Чемпіонат Європи з боротьби серед юніорів 2009 | Вірменія | греко-римська боротьба, до 96 кг | 11    |
| Чемпіонат світу з боротьби серед юніорів 2010  | Вірменія | греко-римська боротьба, до 96 кг | 5     |